# Ессен, Карл
Карл Фридрих Вильгельм Ессен (нем. Karl Friedrich Wilhelm Jessen; 1821—1889) — немецкий ботаник и историк науки.

## Биография
Карл Ессен в 1843 году поступил в Кильский университет, где в 1848 году получил степень доктора философии. В 1850 году стал приват-доцентом в Берлине. После этого, в 1852 году, он получил должность профессора в Грайфсвальдском университете и Сельскохозяйственном колледже Эльдены.
С 1854 года был членом Леопольдины. В 1871 году принял участие в экспедиции Министерства сельского хозяйства по Балтийскому морю. В 1877 году переехал в Берлин.
Скончался 27 мая 1889 года.
Основной гербарий Eссена хранится в Ботаническом музее Берлин-Далем (B).

## Некоторые научные работы
- Jessen, K.F.W. (1863). Deutschlands Gräser und Getreidearten. 299 p.
- Jessen, K.F.W. (1864). Botanik der Gegenwart und Vorzeit. 495 p.
- Jessen, K.F.W. (1879). Deutche Exkursions-Flora. 711 p.

## Роды растений, названные в честь Карла Ессена
- Jessenia H.Karst., 1857 [= Oenocarpus Mart., 1823]